# Chiesa di Santa Caterina d'Alessandria (Angri)
La Chiesa di Santa Caterina d'Alessandria è un edificio religioso della città di Angri. La collegiata sorge in piazza Don Enrico Smaldone, ex piazza Trivio.

## Storia
Non si conosce l'anno preciso di fondazione della chiesa ma le prime notizie risalgono al XV secolo. Era risaputo che esisteva un oratorio chiamato con il nome spogliaturo (spogliatoio), dove i confratelli della congrega si cambiavano d'abito per le celebrazioni delle messe.
Sempre nel XV secolo i confratelli della congrega fondarono il primo ospedale dell'agro nocerino-sarnese, per ricoverare e curare i poveri e gli ammalati bisogni del città e dei dintorni e anche per alloggiare i pellegrini. L'ospedale della congrega è stato operativo fino all'avvento della repubblica napoletana, agli inizi dell''800, poiché il governo della repubblica incamerò tutti i suoi beni.
Nel Seicento la congrega istituì anche un monte di pietà che concedeva piccoli prestiti in denaro ai suoi confratelli e a chiunque si trovasse in difficoltà economiche. All'inizio della sua attività, il Monte di Pietà della congrega non richiedeva alcun interesse sul denaro prestato ai confratelli e ai bisognosi ma, poco tempo dopo, tutti i prestiti finanziati vennero corrisposti ad un moderato interesse. Grazie a tutti gli utili generati dalle sottoscrizioni dei richiedenti, nel 1685 si fondò un'istituzione, il Pio Monte dei Morti, per suffragare con celebrazioni di sante messe le anime dei morti.
Alle ore 04:00 del mattino, del giorno 30 novembre del 2017, si staccò a causa del forte vento e del maltempo, una campana che si trovava all'interno del campanile, fortunatamente quando cadde non provocò vittime e né danni.
Il giorno 7 maggio di mattina, è stata installata una nuova campana in sostituzione della precedente.
Ogni 25 novembre si celebra la memoria liturgica di santa Caterina d'Alessandria e la festa nella piazza don Enrico Smaldone, attigua alla congrega.
Nel 2022 l'amministrazione comunale ha eseguito dei lavori di ampliamento del sagrato della chiesa e della collegiata, spostando anche il monumentale paracarro lì presente.

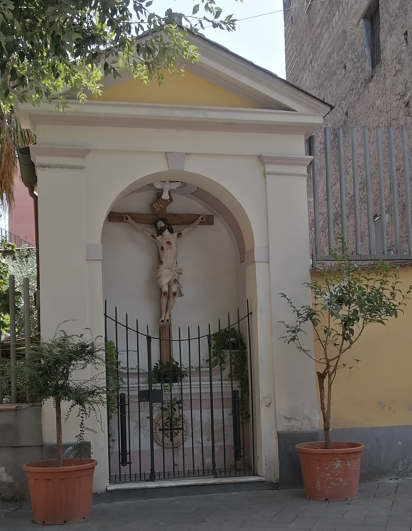
Edicola votiva con rappresentazione del Gesù crocifisso, presente in piazza Don Enrico Smaldone e vicino alla congrega di Santa Caterina d'Alessandria. Come appare attualmente dopo la completa restaurazione.

### Edicola votiva
È presente un'edicola votiva del Gesù crocifisso vicina alla sede della congrega di Santa Caterina, recante sotto l'altarino il simbolo delle confraternita religiosa, datata 1799-2009, la sua fondazione è stata voluta dalla congrega stessa. 
È stata bruciata in un atto vandalico nella notte del 6 dicembre 2015.
Agli inizio mese di marzo 2016 è partita la raccolta fondi per il restauro completo dell'edicola votiva, ma una volta restaurata purtroppo il suo antico affresco presente dietro il crocifisso ligneo è stato completamente cancellato dalle fiamme.

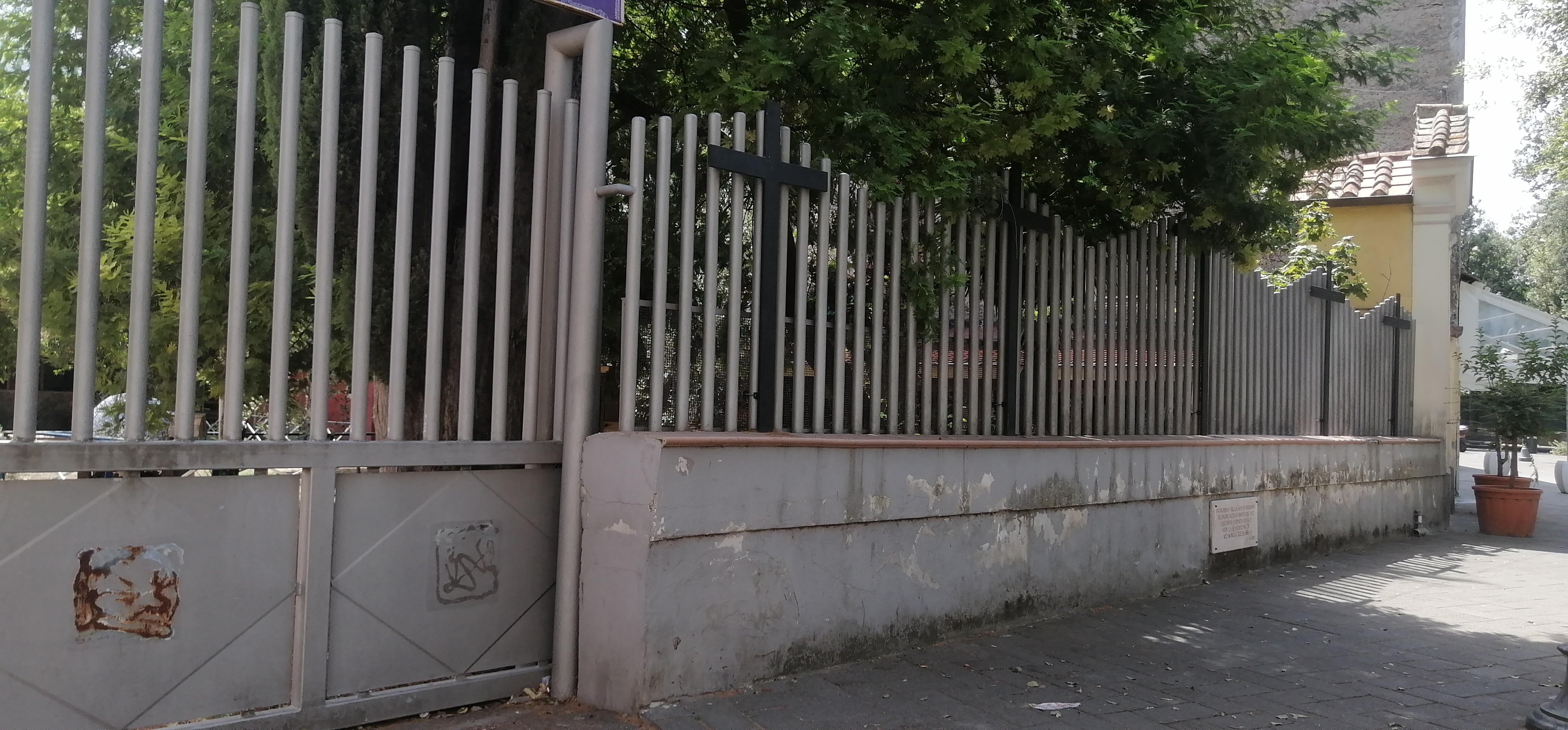
Croci monumentali in ferro rappresentanti le stazioni della Via Crucis, apposte ad una cancellata in piazza Don Enrico Smaldone.

### Lapide e monumenti lignei a ricordo della missione dei padri redentoristi
Vicino alla congrega vi sono state applicate 5 croci inchiodate ad una cancellata, di cui quella centrale è la più grande e reca la scritta in alto in una tabella INRI (Titulus Crucis), in ricordo della croce di Gesù Cristo. 
Vi è una lapide affissa sotto nel muretto sotto le croci, indicante la missione dei Padri Redentoristi, del 1922 e benedetta con solenne cerimonia dall'allora S.E. Monsignor. Gioacchino Illiano, in una nuova cerimonia avvenuta il 25 novembre 2017.

### Fonti storiche
- Vincenzo Orlando e Mariarosaria Orlando, La Congregazione di S. Caterina dell'antica terra di Angri, Presentazione di Giovanni Iannettone, Lancusi (SA), Tipografia Gutemberg - Lancusi (SA), ottobre 1993.
- Maria Rossi, In attesa del miracolo...continuiamo a chiamarle...coincidenze!?!, in Estote Parati... 'Ncoppa 'a città non fa mai scuro... Raccolta di articoli e testimonianze sulla figura di don Enrico Smaldone il prete della Città dei Ragazzi, Sarno (SA), Cooperativa Centro Iniziative Culturali, novembre 2024,  pp. 128 e 129, ISBN 9788894676983.